# Luperodes antennalis
Luperodes antennalis là một loài bọ cánh cứng trong họ Chrysomelidae. Loài này được Laboissiere miêu tả khoa học năm 1931.